# ادوارد کوک
ادوارد کوک (انگلیسی: Edward Cook؛ ۲۷ نوامبر ۱۸۸۹ – ۱۸ اکتبر ۱۹۷۲) ورزشکار پرش با نیزه اهل ایالات متحده آمریکا بود.